# Jean Minne
Pour les articles homonymes, voir Minne.
Jean Minne  (né le 28 mai 1921 à Rosendaël, ancienne commune du département du Nord, maintenant rattachée à Dunkerque et mort le 3 mai 1988  à Dunkerque), sapeur-pompier de son état, était une figure incontournable du carnaval de Dunkerque, au cours de la seconde moitié du XXe siècle.

## Biographie
Sous le nom de Cô-Pinard II, Jean Minne a été le tambour-major de la Visscherbende de Dunkerque de 1959 à sa mort en 1988, guidant les masqueloures dans les rues de Dunkerque, jusqu'au rigodon final place Jean Bart. Respecté de tous les carnavaleux, accompagné de sa cantinière, le « Cô » marchait fièrement en tête de la bande, guidant la « musique » avec fermeté, suivi par la foule des « masques. »  D'un geste autoritaire, il provoquait les « chahuts » toujours à bon escient. À la fin de la bande, il n'avait pas son pareil pour conduire des « rigodons » effrénés, qui duraient parfois plus d'une heure, autour du podium installé au pied de la statue de Jean Bart.
Quittant son bel uniforme de grognard, il se déguisait parfois en petite fille vêtue d'une tenue de Vichy rouge, pour se joindre aux carnavaleux qui venaient le chercher à la caserne des pompiers après la bande pour faire la tournée des cafés, ou pour faire la bande à Bergues.

## Hommages
- Depuis le lundi 2 mars 1992 une rue du quartier de la Citadelle à Dunkerque porte son nom[2].
- À l'hôtel de Dunkerque Grand Littoral, une grande mosaïque représentant le carnaval de Dunkerque réalisée par l'artiste Xavier Degans, on peut l'admirer au premier plan dans sa tenue de tambour major.
- Un hymne dédié à Cô-Pinard, l'Hommage au Cô a été composé après sa mort par Pascal Caulier, et interprété par « les Prout » du carnaval de Dunkerque. La mélodie est une reprise de l'Amazing Grace. Il est depuis repris en chœur, avant la «  Cantate à Jean Bart », à la fin de chaque rigodon et dans les bals du carnaval :

Salut à Cô-Pinard, salut à ta mémoire
Là-haut, tout près d'Jean Bart, c'est ta gloire,
Tant d'années à nous guider, tant de masques à aimer
A c't'heure nous voilà tous en pleurs.
- L'hommage à Cô-Pinard lors du Bal de la Violette 2012

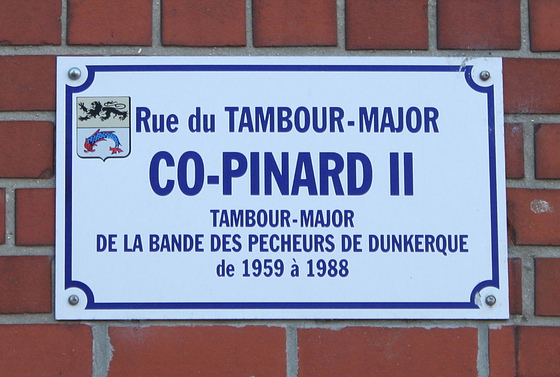
Plaque de rue dans le quartier de la  Citadelle à Dunkerque